# U 189
U 189 war ein deutsches Langstrecken-U-Boot des Typs IX C/40, welches im Zweiten Weltkrieg zum Einsatz kam.

## Geschichte
U 189 wurde am 4. November 1940 bei der Bremer Deschimagwerft in Auftrag gegeben. Die Kiellegung des Bootes unter der zeitweiligen Bezeichnung „Neubau 1035“ begann am 12. September 1941, der Stapellauf erfolgte acht Monate später, am 1. Mai des Jahres 1942. Die Indienststellung und Übergabe an die Kriegsmarine fand am 15. August 1942 unter dem Kommando von Kapitänleutnant Hellmut Kurrer, ehemaliger I.Wachoffizier auf dem Torpedoboot T 6, und Kapitänleutnant Heyses U 128 feierlich statt.
Als Wappen wurde am Turm eine Piratenflagge, dessen gekreuzte Knochen durch ein 10,5 cm Deckgeschütz und einen Torpedo ersetzt wurden, geführt.
Es unterstand vom 15. August '42 bis zum April '43 der in Stettin stationierten 4. U-Flottille als Ausbildungsboot und wurde anschließend der 2. U-Flottille im besetzten französischen Lorient als Fronteinheit überstellt.

## Einsatzstatistik

### Erste und einzige Unternehmung
Nachdem U 189 unter dem Kommando von Kaleun Kurrer am 3. April '43 um 08:00 Uhr morgens Kiel verlassen hatte, wurde sofort der Hafen des norwegischen Marviken zur Ergänzung von Wasser und Brennstoff angelaufen und am 5. April um 08:20 Uhr morgens erreicht. Anschließend legte das Boot am nächsten Morgen um 07:20 Uhr ab, musste jedoch wegen Seeschäden an den Geleitfahrzeugen Egersund anlaufen. U 189 verließ letztendlich um 19:30 Uhr Egersund mit Kurs Nordatlantik. Als Operationsgebiete waren der Nordatlantik, die Dänemarkstraße sowie die Gebiete um Island und Grönland vorgesehen, bevor es seinen neuen Heimathafen Lorient anlaufen sollte. Auf dieser 19-tägigen Fahrt gelang es Kaleun Kurrer jedoch nicht, eine feindliche Einheit zu versenken oder zu beschädigen.

## Verlust
Am 23. April 1943, als das Boot an der Wasseroberfläche lief, wurde es von einem britischen Liberator V Bomber der Royal Air Force Squadron 120 entdeckt und mit Wasserbomben attackiert. Das Boot wurde in diesem Bombenhagel mit allen 54 Mann der Besatzung für immer auf den Grund des Atlantiks versenkt. Etwa zur gleichen Zeit wurde auf der Position 56°45' N – 34°25' W das Schwesterboot U 191 unter dem Kommando von Kapitänleutnant Helmut Fiehn vom britischen Zerstörer Hesperus und der britischen Fregatte HMS Clemantis (K.36) mit Hedgehogs zerstört. U 189 liegt auf der Position 59°50' N – 34°43' W im ehemaligen Marineplanquadrat AK 1424. Kurrer wurde mit dem Rangdienstalter am 1. April posthum zum Korvettenkapitän befördert.